# روز رولینز
روز رولینز (انگلیسی: Rose Rollins؛ زادهٔ ۳۰ آوریل ۱۹۸۱ ‏(۴۳ سال)) یک هنرپیشه اهل ایالات متحده آمریکا است. وی از سال ۱۹۹۹ میلادی تاکنون مشغول فعالیت بوده‌است.
او در فیلم ۱۳ ماه بازی کرده است.